# أدريان راندال
أدريان راندال (بالإنجليزية: Adrian Randall)‏ (10 نوفمبر 1968 في المملكة المتحدة - ) هو لاعب كرة قدم بريطاني في مركز الوسط. شارك مع منتخب إنجلترا تحت 18 سنة لكرة القدم. أما مع النوادي، فقد لعب مع فوريست غرين ونادي بورنموث ونادي بوري ونادي بيرنلي ونادي يورك سيتي ونادي ألدرشوت وNewport (IOW) F.C. ‏.

## وصلات خارجية
- أدريان راندال على موقع قاعدة بيانات كرة القدم.إي يو (الإنجليزية)
- أدريان راندال على موقع Soccerbase.com (لاعب) (الإنجليزية)